# Uniqlo
Uniqlo (Unique Clothing Warehouse) — японська роздрібна мережа повсякденного одягу «для всіх». Належить японському холдингу Fast Retailing Co. Станом на середину 2017 року під вивіскою Uniqlo працювало 1 800 точок у 18 країнах світу. Марка визнана «Брендом повсякденного одягу № 1» не тільки на батьківщині в Японії, але і в Китаї та Південній Кореї, Європі. У жовтні 2022 року перший польський магазин Uniqlo відкрився у Варшаві . 

## Історія
З 1949 року працював магазин чоловічого одягу компанії «Ogori Shōji» у місті Убе. У 1984 році був відкритий перший магазин «Unique Clothing Warehouse» в Хіросімі. Надалі назву скоротили до «uni-clo». У 1988 році при реєстрації компанії в Гонконзі при написанні назви помилково буква C була замінена на Q. Після цього були змінені назви і японських магазинів, а компанію перейменували з «Ogori Shōji» в «Fast Retailing». Засновником компанії є Тадасі Янай. Наступне відкриття магазину в 1998 році відбувається в Токіо.
Нещодавно Крістоф Лемер став частиною команди японського мас-маркет-бренду Uniqlo. Лемер призначений креативним директором нового паризького дослідницько-проектного центру Uniqlo R&D і лінії Uniqlo U.